# ASTRO-G
ASTRO-G (también conocido como VSOP-2) es un radio telescopio orbital bajo desarrollo por la JAXA. Se espera que sea lanzado en el año 2011 a una órbita elíptica alrededor de la Tierra (apogeo de 25000 km, perigeo 1000 km). Astro-G fue seleccionada en febrero de 2006 frente a una nueva misión de estudio en rayos X (NeXT) y una proposición de vela solar a Júpiter. La financiación comenzará en el año fiscal de 2007 con un presupuesto de 12000 millones de yenes, unos 100 millones de dólares estadounidenses.
Estará compuesto por una antena de 9 m de diámetro para observar en las bandas de 8,22 y 43 GHz, y sus imágenes serán combinadas con las obtenidas por un grupo de telescopios terrestres usando una técnica de interferometría. Se espera que alcance una resolución diez veces mayor y mejor sensibilidad que supredecesor, el HALCA.